# 国籍差別
国籍差別（こくせきさべつ）とは国籍が異なっているということが原因で発生するようになるという差別。日本のような血統主義を採っている国家では、親の国籍が外国であったならば子の代にもその国籍が受け継がれるということになっているため国籍差別が発生しやすい。逆にアメリカ合衆国のような生地主義の国家では、親の国籍が外国であった場合でも子の生まれた場がアメリカ合衆国であったならば国籍はアメリカ合衆国となるわけであり、子の代では国籍差別は発生しないこととなっている。国籍は出生によって取得する以外に、領土変更や分離独立によって変更するということになる場合が存在し、そのような場合には従来ならば同一の国籍で占められていた場でもそれぞれの住民の本籍が異なることから複数の国籍が混在するようになり、この場合からも国籍に関する問題が発生している。